# Rai Kunimitsu
Rai Kunimitsu ou simplement Kunimitsu (国光), fils de Rai Kunitoshi, est un célèbre forgeron de sabres japonais du XIVe siècle de la tradition Soshu. Son travail est très représentatif de ce qui deviendra plus tard l'école Rai.
Rai Kunimitsu a fabriqué des sabres dans de nombreux styles que ce soit pour la forme ou pour la trempe. Ses tachi et tantō prennent de différentes formes plus ou moins grandes. On peut aussi observer une dominance du nie sur les tantô plutôt que sur les tachi.